# Rose Götte
Rose Götte (* 21. März 1938 in Cleebronn als Rose Wennberg) ist eine deutsche Erziehungswissenschaftlerin und Politikerin (SPD).

## Leben und Beruf
Götte wuchs mit vier Brüdern und einer Schwester in Cleebronn auf. Als erstes Mädchen aus dem Ort besuchte sie ein Gymnasium und nahm nach dem Abitur 1957 ein Studium der Germanistik, der Philosophie und der Pädagogik an den Universitäten in Tübingen, Wien und Bonn auf, das sie 1964 mit der Promotion zum Dr. phil. beendete. Sie arbeitete von 1965 bis 1972 als Journalistin und war anschließend bis 1979 als wissenschaftliche Assistentin an der Erziehungswissenschaftlichen Hochschule Rheinland-Pfalz in Landau tätig. Zudem war sie Mitarbeiterin eines Forschungsprojekts beim Zentrum für empirische pädagogische Forschung.

## Politische Tätigkeit
Götte ist seit 1971 Mitglied der SPD. Von 1979 bis 1987 war sie Mitglied des rheinland-pfälzischen Landtags. Bei der Bundestagswahl 1987 wurde sie über den Wahlkreis Kaiserslautern in den Deutschen Bundestag gewählt. Nachdem sie zur rheinland-pfälzischen Landesministerin ernannt worden war, legte sie am 7. Juni 1991 ihr Bundestagsmandat nieder.

## Öffentliche Ämter
Götte wurde am 21. Mai 1991 als Ministerin für Bildung und Kultur in die von Ministerpräsident Rudolf Scharping geführte Regierung des Landes Rheinland-Pfalz berufen. Am 14. November 1991 sprach sie sich vehement gegen die Wiederherstellung des im Zweiten Weltkrieg zerstörten Reiterdenkmals am Deutschen Eck und gegen die Annahme der Spende von Werner Theisen aus. Nach der Wahl Kurt Becks zum Ministerpräsidenten wurde sie am 26. Oktober 1994 zur Ministerin für Kultur, Jugend, Familie und Frauen ernannt. In ihre Amtszeit fiel die Einführung des Rechtsanspruches für einen Kindergartenplatz im Bundesland Rheinland-Pfalz und die erste Regierungserklärung zum Bereich Kultur. Am 18. Mai 2001 schied sie aus der Landesregierung aus. 2002 war sie Mitglied des Verwaltungsrates des DeutschlandRadios.

In Kaiserslautern gründete sie einen Verein, der Träger einer Tagesstätte für Demenzpatienten wurde. Götte leitete diese Tagesstätte ehrenamtlich von 2008 bis 2018.

## Privates
Götte war bis zu seinem Tod mit Klaus Götte verheiratet und ist dreifache Mutter.

## Auszeichnungen
Mit Urkunde vom 5. März 1987 wurde Rose Götte mit dem Bundesverdienstkreuz am Bande ausgezeichnet.
- Freiherr-vom-Stein-Plakette 2013